# Joeli Sjokalski

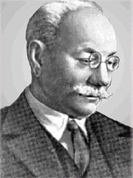
Joeli Sjokalski

Joeli Michajlovitsj Sjokalski (Russisch: Юлий Михайлович Шокальский) (Sint-Petersburg, 17 oktober [O.S. 5 oktober] 1856 – aldaar (Leningrad), 26 maart 1940) was een Sovjet-Russisch geograaf, oceanograaf en cartograaf, met een voorliefde voor de laatste twee.

## Leven
Sjokalski was de zoon van een Petersburgs jurist en de kleinzoon van de minnares van Poesjkin, Anna Petrovna Kern (1800–1879). Nadat hij de Russische school voor marineofficiers en de marineacademie had doorlopen, kreeg hij een aanstelling als professor aan de Marineacademie. Hij behield deze aanstelling onder het sovjetregime tot 1930. Eerst leidde hij korte tijd de Afdeling voor Marinemeteorologie (morskoj meteorologia) en Stormwaarschuwingen in het Hoofd-natuurkundig observatorium, waar hij zijn eerste werken over marinemeteorologie schreef. Vervolgens leidde hij de zeevaartschool, waar hij wiskunde, navigatie en fysische geografie onderwees. Van 1925 tot 1940 gaf hij vervolgens les aan de Staatsuniversiteit van Leningrad. In 1925 werd hij daar Kandidat naoek en in 1939 honorair lid bij de Sovjetacademie van Wetenschappen. Sjokalski was vanaf zijn periode in het observatorium lid van het Russisch Geografisch Genootschap, dat toen onder leiding stond van Pjotr Semjonov-Tjan-Sjanski, die hij na zijn dood opvolgde als vicepresident en vervolgens van 1917 (de Russische Revolutie) tot 1931 als president.

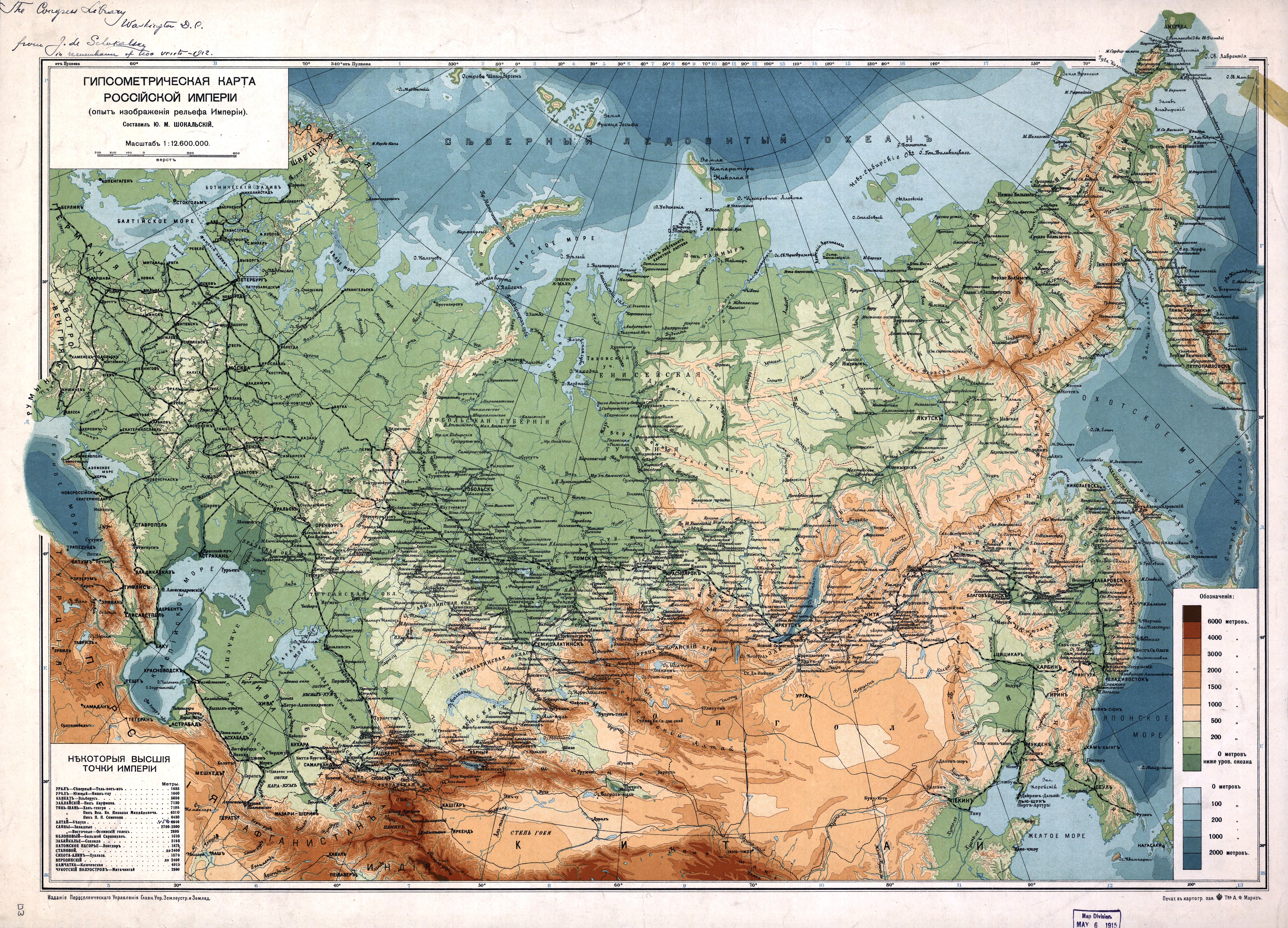
Hypsometrische kaart van het Russische Rijk van Sjokalski (1914)

## Werk
Vanaf 1897 hield hij een vierjarig onderzoek naar het Ladogameer, waarbij hij de oppervlakte van het meer bepaalde, de diepten peilde, het volume berekende en de thermische warmtehuishouding onderzocht. Vanaf 1907 leidde hij het hoofdbestuur van de afdeling Hydrografie en daarmee het Russische hydrografische onderzoek naar de zeeën en oceanen. Tijdens deze periode introduceerde hij het begrip 'wereldoceaan' (mirovoj okean). In 1917 publiceerde hij zijn magnum opus Okeanografia ('oceanografie'). Met het aantreden van de bolsjewieken brak een tijd van grote mogelijkheden aan voor hem; hij werd gevraagd voor een commissie die zich bezighield met de introductie van een internationaal systeem voor tijdzones, wat in 1919 leidde tot de introductie van zonetijden in heel bolsjewistisch Rusland. Hij leidde tussen 1923 en 1932 meerdere oceanografische expedities naar de Zwarte Zee. Hij was ook erg geïnteresseerd in de Arctis en zette zich daarbij in voor de ontsluiting en onderzoek naar de Noordelijke Zeeroute.

## Vernoemingen
Vele geografische objecten in de Noordelijke IJszee dragen zijn naam, waaronder de Straat Sjokalski (tussen de Noordlandeilanden Oktoberrevolutie en Bolsjevik), de Sjokalskibocht (aan oostzijde van het Antarctische eiland Alexandereiland, nabij Kaap Brown), twee eilanden in de zeestraat Karische Poort, een eiland aan oostzijde van de monding van de Obboezem, het Sjokalskimeer op het schiereiland Kanin, een gletsjer op Severnyeiland van de archipel Nova Zembla (gegeven door de Russische poolonderzoeker Georgi Sedov) en een warme zeestroom in de Barentszzee, die rond Spitsbergen loopt.
Verder is in Moskou een passage naar hem vernoemd, alsook het Russische onderzoeksschip voor Antarctische expedities Akademik Sjokalski (1983).